# Фехтование в Кыргызстане
Фехтование в Киргизии культивируется с 1940-х годов.

## Советский период
В 1947 году состоялся первый чемпионат Киргизской ССР по фехтованию.
С 60-х годов киргизские шпажисты стали добиваться высоких результатов на всесоюзном и международном уровнях. Во многом этому способствовал приезд во Фрунзе московского тренера Александра Дизендорфа.
В 1965 году Владимир Донин в командном первенстве завоевал бронзовую медаль чемпионата мира в Париже, а в 1966 году стал третьим на чемпионате СССР.
В 1976 году воспитанник киргизского фехтования шпажист Александр Абушахметов выступал в составе сборной СССР на летних Олимпийских играх 1976 и 1980 годов. В Монреале он занял 26-е место в индивидуальном первенстве, 5-е в командном, в Москве выбыл в 1/8 финала индивидуального турнира и выиграл бронзовую медаль в командном. Кроме того, на его счету комплект наград чемпионатов мира в командном первенстве: золото в 1979 году, серебро в 1978 году, бронза в 1977 году.
В 1978 году чемпионом СССР в индивидуальном первенстве стал шпажист Александр Иваненко. Юрий Лыков в 1979 году завоевал Кубок СССР, а также четырежды выигрывал медали чемпионата страны: серебро в 1981 году, бронзу в 1976, 1982, 1983 годах.
Самым титулованным киргизским фехтовальщиком был Леонид Дунаев. На его счету четыре медали чемпионатов мира в командном первенстве: золото в 1979 и 1981 годах, серебро в 1978 году, бронза в 1977 году. В 1979 году он был чемпионом СССР.

## Период независимости
После распада СССР фехтование в Киргизии пришло в упадок. По словам главного тренера сборной страны Нуртая Абдыл-Хамитова, Дизендорфу пришлось покинуть Киргизию, а специалисты ради заработка были вынуждены подрабатывать могильщиками.
Однако в 2000-е годы благодаря мастерам спорта СССР по фехтованию Османжану Касымову и Валерию Корякину, которые стали бизнесменами, в Киргизии стали возрождать этот вид спорта, вкладывать в него деньги. Развитием вида спорта в республике занимается существующая с 1984 года Федерация фехтования Киргизии, которая базируется в Бишкеке. С декабря 2006 года её возглавляет Касымов. Она входит в Международную федерацию фехтования.
На международных соревнованиях республику в 2000-е годы представляли российские фехтовальщики. Состав сборной Киргизии пополнили шпажисты Сергей Качурин, Александр Черных, Андрей Хребтов, Лариса Андреева, Юлия Яйцевская, Анна Кирейчева, Вера Каминская.
Местный воспитанник Александр Поддубный, пришедший из современного пятиборья, выступал на летних Олимпийских играх 2000 года, где выбыл в 1/16 финала. Качурин представлял Киргизию на летних Олимпийских играх 2008 года и выбыл в 1/32 финала. В том же году он завоевал бронзовую медаль на чемпионате Азии.
В 2010-е годы появился ряд талантливых молодых киргизских фехтовальщиков. Один из них шпажист Хасан Баудунов в 2018 году выиграл золото юниорского чемпионата Азии в Дубае, а также завоевал серебро и бронзу на летних Юношеских олимпийских играх в Буэнос-Айресе.
В Киргизии проводятся как внутренние, так и международные соревнования. Среди них — турнир «Жемчужина Ала-Тоо», впервые состоявшийся ещё в 1970-е и позже возрождённый.